# Maurice Glomeau
Maurice Marie Paul Glomeau (1881-1930) est un éditeur français.

## Biographie

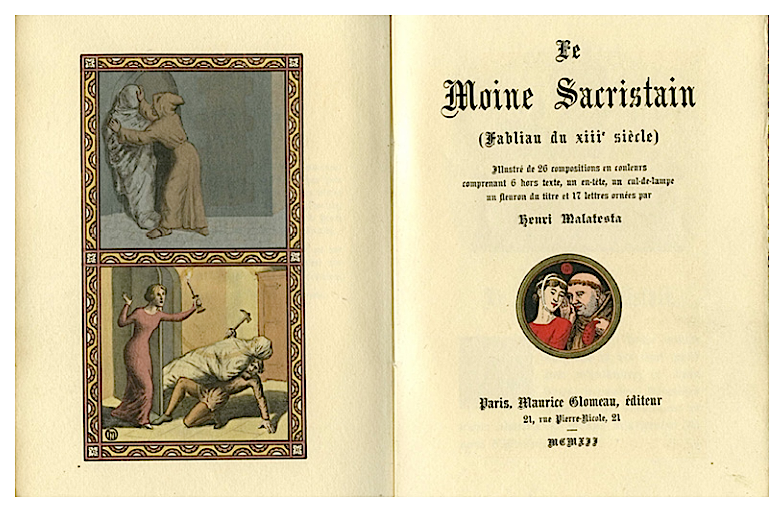
Le Moine sacritain, fabliau du XIIIe siècle, frontispice et page de titre de Malatesta (1912).

Né à Orléans le 26 avril 1881, il se lance en 1904 dans l'édition d'ouvrages d'érudition ou issus de la littérature classique, installé à Paris d'abord au 21 puis au 41 de la rue Pierre-Nicole. Il est mentionné souvent comme traducteur du latin et du grec ancien. Un certain « J.-M. Glomeau de Redni » est mentionné comme écrivain à l'adresse du n° 21 en 1922.
La plupart des ouvrages sont édités à quelques centaines d'exemplaires, typographiés et numérotés, parfois signés par lui-même dans la justification du tirage.
Certains sont illustrés de bois, d'eaux-fortes, et d'autres, le plus souvent, de lithographies en couleurs, composés entre autres par Maurice Berty, Frédéric Bourdin, Léon Courbouleix, Émile-Henri Feltesse, Ernest Florian, Louis Édouard Fournier, Daniel Girard, Henri Iselin, Lubin de Beauvais, James Malrey, Malatesta, Antoine-Louis Manceaux, Edmond-Jules Pennequin, Rudolf Plaček, Georges Ripart, Pierre Rousseau, Eveli Torent...
Mobilisé comme infirmier puis blessé durant la Première Guerre mondiale, il poursuit ses activités dès 1919, devenant membre du Cercle de la librairie. Fin décembre 1923, sa mère décède au 21 de la rue Pierre-Nicole, puis elle est inhumée à Saint-Ay (Loiret).
Il meurt le 22 mai 1930 dans le 5e arrondissement de Paris,.
La maison poursuit ses publications jusqu'en 1946.